# Noel Grealish
Noel Grealish, né le 16 décembre 1965 à Carnmore, est un homme politique indépendant irlandais qui est Teachta Dála (TD) pour la circonscription de Galway West depuis les élections générales de 2002.
Depuis janvier 2025, il est secrétaire d'État à la Promotion alimentaire, aux Nouveaux marchés, à la Recherche et au Développement dans le gouvernement de Micheál Martin.

## Carrière politique
Il est originaire de la région Gaeltacht de Carnmore, près de Galway. Il est d'abord député pour les Démocrates progressistes.
Grealish se présente à une élection pour la première fois en 1999, lorsqu'il est élu au conseil du comté de Galway pour représenter la zone électorale locale d'Oranmore, avec 1 357 votes de première préférence. Il est élu pour la première fois au Dáil Éireann lors des élections générales de 2002, avec 2 735 votes de première préférence, succédant au député Bobby Molloy.
Il est réélu aux élections générales de 2007, avec 5 806 votes de première préférence. En tant que l'un des deux seuls députés démocrates progressistes élus en 2007, il est nommé président du groupe parlementaire démocrate progressiste en juin 2007. Il est chef adjoint des démocrates progressistes du 25 mai 2007 au 24 mars 2009, succédant à Liz O'Donnell à ce poste. Vers la fin de 2007, Grealish déclare qu'il a eu des discussions avec un haut responsable politique du Fianna Fáil sur la possibilité qu'il rejoigne le Fianna Fáil mais qu'il a pris la décision de rester avec les démocrates progressistes.
Il prend la direction des Démocrates progressistes le 24 mars 2009, à la suite de la décision du leader de l'époque, Ciarán Cannon de se retirer et de rejoindre le Fine Gael. Grealish est chef par intérim et le dernier du parti jusqu'au 20 novembre 2009, date à laquelle le parti s'est dissous.
Il siège comme député indépendant au Dáil Éireann et est réélu comme indépendant aux élections générales de 2011, 2016, 2020 et 2024. Il soutient le gouvernement Fianna Fáil - Parti Vert lors des votes parlementaires de 2007 au 24 septembre 2010, lorsqu'il annonce qu'il retire son soutien au gouvernement en raison de réductions budgétaires dans le domaine de la santé,.